# Gryphon (Fallschirmsystem)
Der Gryphon oder Greif ist ein in Entwicklung befindliches, zivil oder militärisch nutzbares Mini-Fluggerät, bestehend aus einer kleinen, ähnlich einem Rucksack auf dem Rücken getragenen Tragfläche des deutschen Unternehmens ESG. Er soll die Technik des im militärischen Bereich eingesetzten High-Altitude-Low-Opening-Fallschirmspringens ergänzen oder ersetzen, bei dem Fallschirmspringer durch Höhe und Entfernung vom Ziel unbemerkt in einen überwachten Luftraum eindringen können. Der Gryphon ist kein Fluganzug (Wingsuit) im herkömmlichen Sinne, da der Auftrieb von einer starren und nicht in die Kleidung integrierten Tragfläche kommt.
Fallschirmspringer können damit gegenwärtig ein Flugzeug in 10 km Höhe verlassen, 40 km weit zu einem Landeort gleiten und dabei 100 kg Ausrüstung mitführen. Gleitschirme sind dem Gryphon in diesen Leistungsdaten deutlich überlegen, allerdings fliegt der Gryphon deutlich schneller. Die Einsatzmöglichkeiten des Fluganzugs demonstrierte der Extremsportler Felix Baumgartner am 31. Juli 2003 mit dem Vorgängermodell SkyRay mit der Überquerung des Ärmelkanals.
Weiteres Ziel der Entwicklung ist es, die Gleitstrecke bis auf 200 km auszudehnen und somit weiter reichende militärische Überraschungsangriffe von Fallschirmspringern, wie sie derzeit bereits mit langsameren Gleitschirmen durchgeführt werden, auch mit dem Gryphon zu ermöglichen.